# Abrawayaomys ruschii
Genre
Espèce
Statut de conservation UICN

 LC  : Préoccupation mineure
Abrawayaomys ruschii est une espèce de mammifères appartenant à la famille des Cricétidés.

## Découverte
Cette espèce a été découverte en 1979. Seuls quelques spécimens d'Abrawayaomys ruschii ont été observés.

## Description
Il mesure entre 11,5 et 13,5 cm de long pour un poids compris entre 40 et 65 g. Le mâle est plus grand et plus lourd que la femelle.
Ses oreilles sont grandes et sans poils, tandis que la queue est faiblement couverte de poils courts, rudimentaires, sauf à l'extrémité où ils deviennent denses et longs, formant une touffe pâle.

## Répartition et habitat
Cette espèce est présente au Brésil et en Argentine.

## Menaces
Bien qu'Abrawayaomys ruschii fût auparavant classé comme menacé sur la liste rouge de l'UICN en 1996, en raison des plus récentes conclusions indiquant une répartition relativement importante, son statut a été révisé à moins rare en 2008. Alors que la principale menace pour cette espèce est la perte d'habitat résultant de la déforestation, on croit qu'il y a encore de vastes zones forestières capables de soutenir des populations, une baisse considérable en cours est donc peu probable mais son statut réel demeure inconnu[réf. nécessaire].